# Basil Moses
Basil Moses (* 1941 in District Six; † 5. Juni 2011 in Kapstadt) war ein südafrikanischer Jazzmusiker (Kontrabass).
Moses spielte zunächst mit seinem Bruder Clifford Moses in der Gesangsgruppe The Heart Drops, bevor er an den Bass wechselte. Er gehörte dann zu den Four Sounds. Seit Mitte der 1970er Jahre arbeitete er in den Bands von Abdullah Ibrahim und Sathima Bea Benjamin, mit denen er diverse Alben einspielte. Auch war er mit Percy Sledge in Südafrika auf Tournee. Weiterhin begleitete er Herb Ellis und James Moody. Er ist auch auf Alben von Johannes Enders, Dave Lithins und Mac McKenzie & The Goema Captains of Cape Town zu hören.